# ويندوز ميكسد ريليتي

شعار ويندوز 10

ويندوز ميكسد ريليتي (بالإنجليزية: Windows Mixed Reality)‏، هي نظارة التي أنتجها شركة مايكروسوفت، حيث تعمل لمنصة ويندوز 10، عرضت في السوق سنة 2015.